# Nefrite
Nefrite (do grego - nephrós - rim + itis - inflamação, pelo latim nephrite), também chamada nefroflegmasia (forma em desuso), consiste na inflamação dos rins, responsável por metade dos problemas renais.
Resulta de processo de inflamação disseminado no Nefron que podem atingir os glomérulos (estrutura renal em forma de novelo e responsável pelo trabalho de filtração neste órgão) (Glomerulonefrite), e tem por base uma reação imunológica ou outra infecção (como na pielonefrite).

## Classificações
A nefrite pode ser aguda ou crônica. As lesões ocorridas podem ser mínimas ou tão intensas que provocam esclerose total da parte atingida - quanto maior a lesão, maiores as manifestações do quadro clínico do paciente e sua identificação laboratorial.
Em crianças, a forma aguda é curada entre 90 e 95% dos casos, percentual este reduzido nos adultos a 50%, quando então evoluem para a forma crônica.
A progressão da destruição da parte afetada pode ser rápida, ou evoluir devagar - sendo que a forma cronificada da doença pode demorar até décadas para chegar a destruir o rim. Se os sintomas persistirem por seis meses, tem-se a certeza de que a forma aguda tornou-se permanente, ou crônica.

### Tipos
Conforme a parte renal afetada, a nefrite pode ser:
- Quando afeta os vasos sanguíneos:
  - Vasculite
- Quando afeta os glomérulos:
  - Síndrome nefrítica aguda
  - Síndrome nefrítica rapidamente progressiva
  - Síndrome nefrótica
  - Síndrome nefrítica crônica
- Quando afeta o tecido tubulointersticial:
  - Nefrite tubulointersticial aguda
  - Nefrite tubulointersticial crônica

## Causas
Dentre as causas da nefrite a principal é o fenômeno imunológico, excessivo e anormal, quer decorrente de uma infecção, quer decorrente do processo de reação do organismo aos antígenos (corpos estranhos): atacados pelos mecanismos de defesa somáticos - anticorpos - ambos são transformados num complexo solúvel que, levados pela circulação sangüínea, se precipitam nos rins, especialmente nos glomérulos, que então sofre lesões inflamatórias (chamada, então, de Glomerulonefrite) e ainda os túbulos, os tecidos em torno dos glomérulos (chamados de tubulointersticiais) ou os vasos (chamando-se então vasculite). Esta reação anormal imunológica pode, além da precipitação nos rins, decorrer da presença do antígeno atacando o próprio órgão.
Destas causas infecciosas, podem decorrer de quaisquer microorganismos desencadeadores da reação imunológica anormal, tais como bactérias e vírus (como, por exemplo, do herpes).
Das causas não infecciosas contam-se a reação imunológica medicamentosa a substâncias como o ouro, lítio e o captopril, substâncias similares à aspirina, a heroína e penicilamina e ainda a doença em outras partes do organismo, dentre as quais o câncer, amiloidose, AIDS, diabetes, lúpus e outras.

## Sinais e sintomas
Embora as diversas manifestações tenham sintomas diferentes e específicos, a nefrite tem como principais efeitos:
- Diminuição do apetite;
- Enjoo e Vômito;
- Febre;
- Cansaço (Fadiga);
- Insônia;
- Coceira e pele seca (xerose);
- Cãibras (principalmente à noite);
- Diminuição da urina;
- Urina com sangue;
- Edema (inchaço) especialmente nas pernas;
- Retenção de líquidos, causando aumento do peso.

Casos leves costumam não ter sintomas até que se agravem, pela capacidade compensatória dos rins. Já casos graves podem terminar em confusão mental e coma.
Nos casos crônicos, verifica-se a insuficiência renal crônica - sendo no Brasil a causa mais comum que leva à hemodiálise.

## Tratamento
O tratamento depende da causa primária. Nas infecções bacterianas pode ser necessário administrar antibióticos, se a infecção persiste.
Restrição de sal e líquidos na dieta pode melhorar o inchaço e a pressão sanguínea elevada. Além disso, a restrição da proteína pode ajudar a controlar a acumulação de produtos residuais no sangue (azotemia) que causam os sintomas de insuficiência renal aguda. Em casos graves, diálises frequentes são necessárias.
Terminada a fase aguda, deve-se tratar a inflamação e visa a redução da formação do complexo antígeno-anticorpo por meio de anti-inflamatórios. Na fase crônica o tratamento objetiva a manutenção do estado presente, impedindo o aumento das lesões.